# لورينزو سنو يونغ
لورينزو سنو يونغ (بالإنجليزية: Lorenzo Snow Young)‏ هو مهندس معماري أمريكي، ولد في 16 نوفمبر 1894، وتوفي في 26 مارس 1968.

## معرض صور

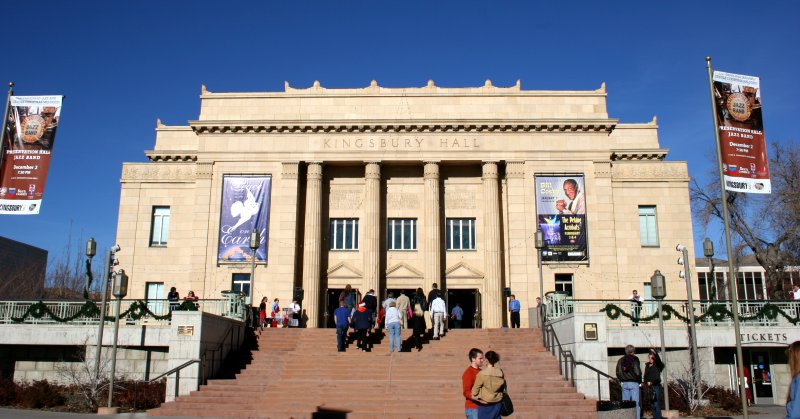
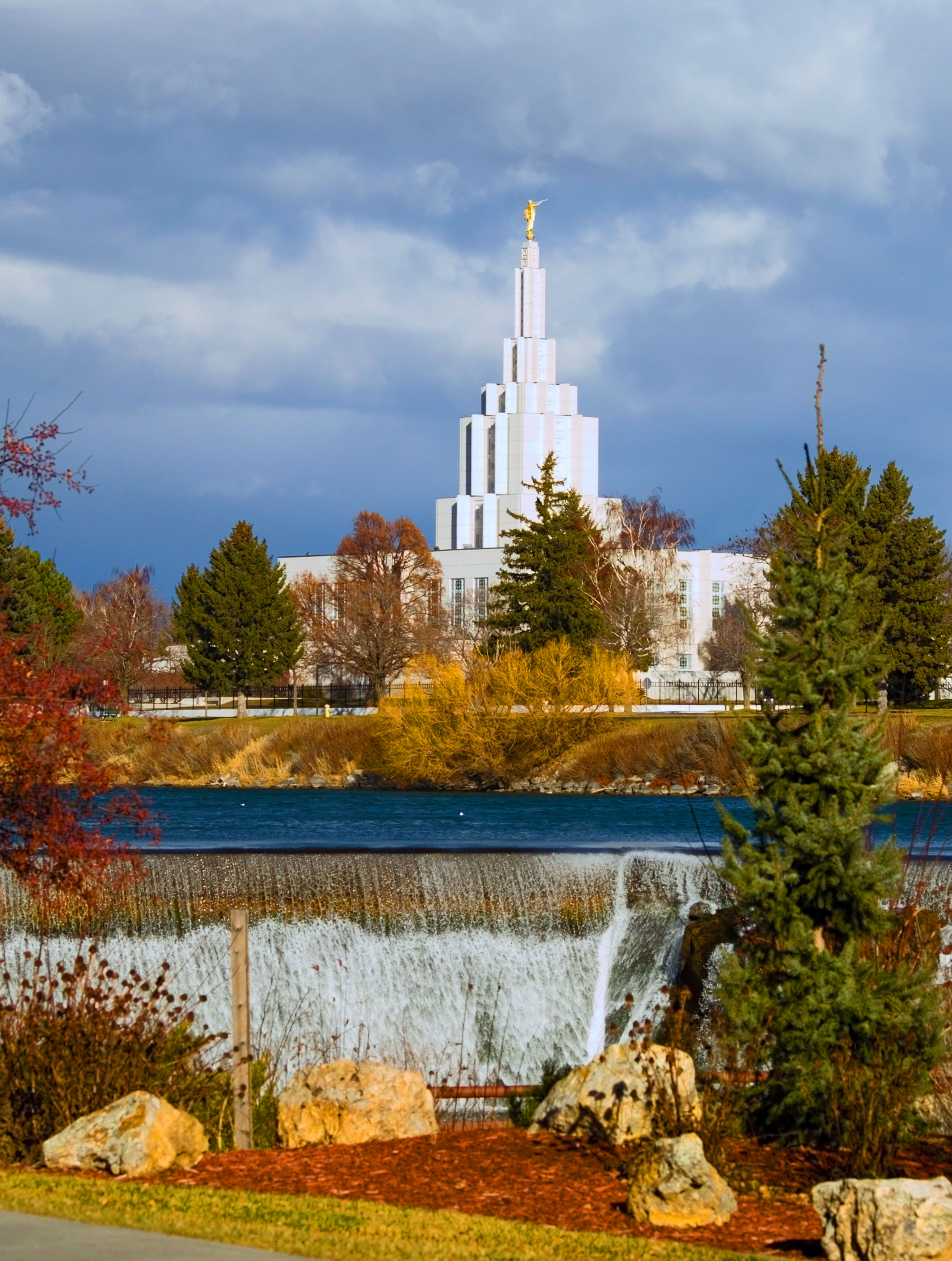
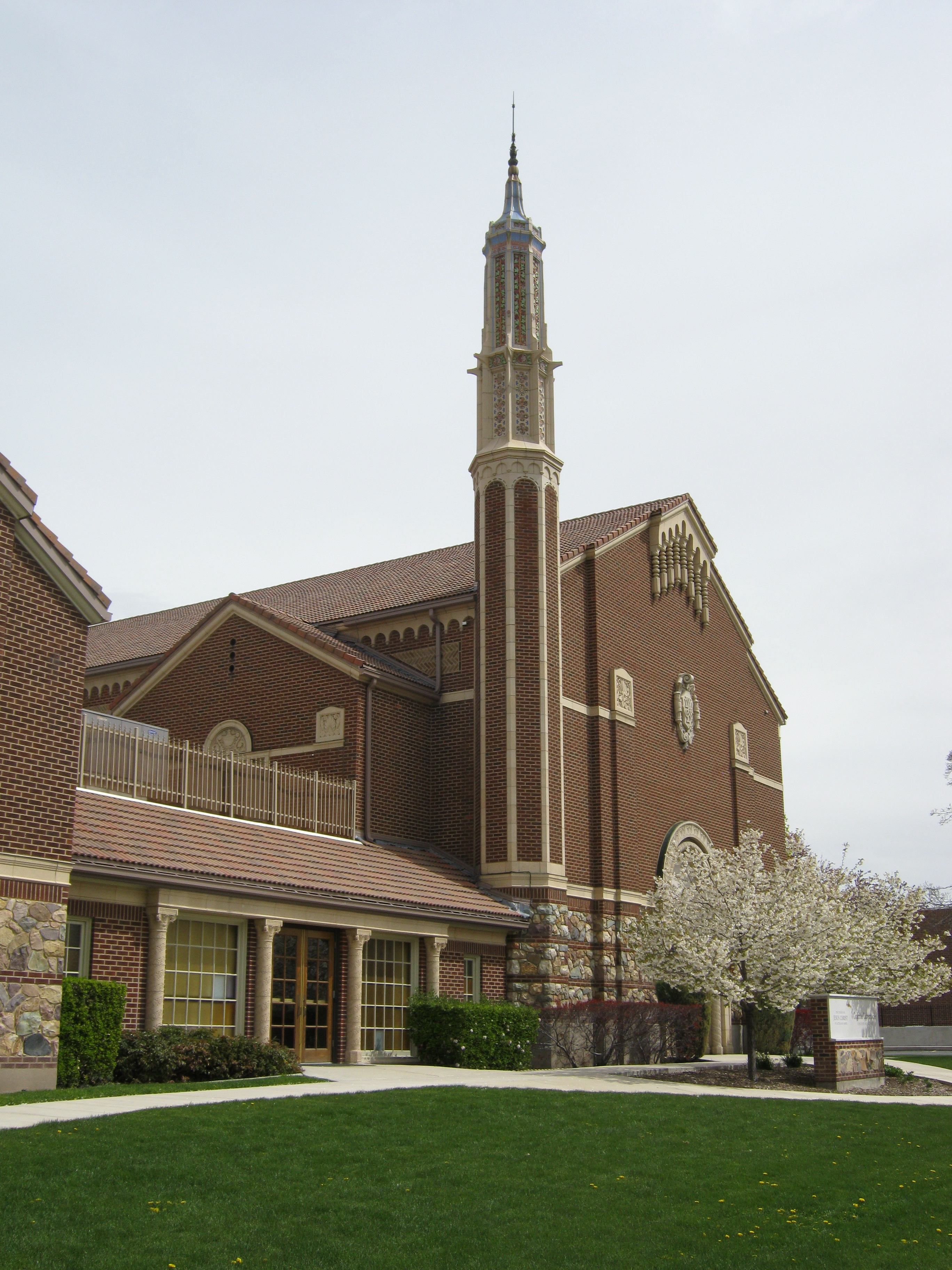
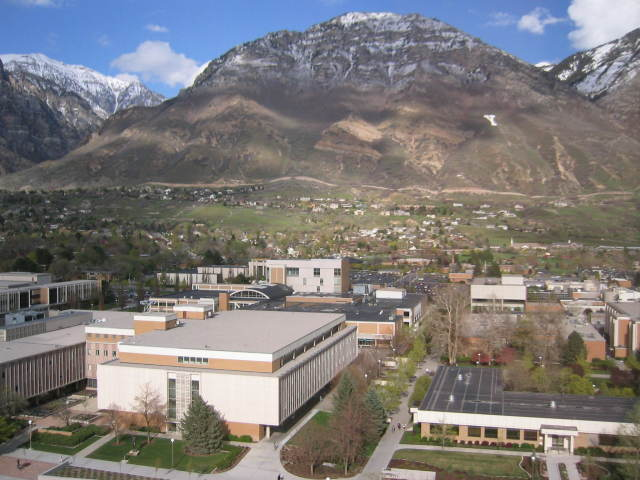